# Stadio Daciano Colbachini
Lo stadio Daciano Colbachini, ex stadio Littorio, è un impianto sportivo di atletica di Padova.
Fu per 22 stagioni il campo di gioco delle Fiamme Oro Rugby. Dal 1987 al 1993 ha ospitato le prime edizioni del Meeting Città di Padova di atletica leggera, che nel 2018 è tornato al Colbachini, fino al 2023.
È dedicato all'atleta e imprenditore Daciano Colbachini, semifinalista nei 110 metri ostacoli alle Olimpiadi di Stoccolma 1912 e Anversa 1920.

## Storia
Costruito sul finire degli anni venti dal Gruppo Sportivo Tita Fumei, tra il 1956 e il 1978 lo stadio fu teatro delle imprese delle Fiamme Oro, compagine cittadina di rugby a 15 che vinse in questo impianto cinque scudetti (nelle stagioni 1958, 1959, 1960, 1961 e 1968) e quattro Coppe Italia (nel 1968, 1969, 1971 e 1972).
La squadra rimase nella massima serie fino al 1978, anno in cui retrocedette e il gruppo fu dismesso
Ha ospitato le prime sette edizioni del Meeting Città di Padova di atletica leggera, a cui partecipano atleti di fama mondiale, tra cui l'astista ucraino Serhij Bubka, che il 30 agosto 1992 in questo impianto realizzò il suo terz'ultimo record del mondo con la misura di 6,12 m.. A partire dal 1994, il meeting è stato spostato nel nuovo stadio Euganeo, situato nella periferia nord-ovest della città veneta. Nel 2018, dopo la ristrutturazione, il meeting è tornato a disputarsi al Colbachini.
Dal 1º al 3 luglio 2011, si sono svolti al Colbachini i Campionati italiani assoluti di atletica leggera e Pentathlon per disabili, che per la prima volta hanno visto la presenza di alcuni atleti stranieri.
Il Colbachini oggi è un punto di riferimento per l'attività tecnica del Veneto di atletica leggera. All'interno della struttura si allenano atleti di interesse nazionale e internazionale. Annualmente lo stadio ospita in media 50 gare provinciali, regionali e nazionali, e durante l'estate vi si svolgono i Centri Sportivi Estivi, che coinvolgono oltre 200 bambini dai 6 ai 14 anni.
Nel 2018 sono stati eseguiti lavori di radicale ristrutturazione dell'impianto che comprende l'allargamento della pista di atletica e nuove tribune sul lato opposto di quelle esistenti. La ristrutturazione è finalizzata a restituire il ruolo di struttura principale dell'atletica padovana al Colbachini, che quello stesso anno è tornato ad ospitare il Meeting Città di Padova. L'intervento potrebbe consentire l'eliminazione della pista di atletica dallo Stadio Euganeo, che verrebbe in tal caso a sua volta profondamente ristrutturato.
Dal 28 al 30 agosto 2020 ha ospitato trenta delle quaranta gare in programma ai campionati italiani assoluti di atletica leggera.

## Caratteristiche
L'impianto si compone di una pista di atletica a 8 corsie, con tribuna e sottotribune, 2 palestrine e un rettilineo indoor di 150 m in sintetico riscaldato, tutto con servizi.